# Evropski jastog
Evropski jastog ali tudi samo jastog (znanstveno ime Homarus gammarus) je velik v Evropi živeč morski rak iz družine Nephropidae. Zelo podoben mu je ameriški jastog (Homarus americanus). Najlaže ju ločimo po geografskem območju, na katerem najdemo žival. Evropski jastog živi v vzhodnem, ameriški pa v zahodnem Atlantiku.